# Enrique López González
Enrique López González (Vilanova d'Ozcos, 1922) és un empresari i polític espanyol, militant de la Unió de Centre Democràtic (UCD). Tècnic Mercantil i en Direcció d'Empreses. Ha estat president del Club de Màrqueting de Gijón, president Nacional de la Federació Espanyola d'Empresaris de la Confecció i de l'Associació Asturiana d'Indústries de la Confecció.
També ha estat president de la Junta d'Obres del port de Gijón, interventor i membre del Comitè Executiu de la Cambra de Comerç de Gijón, vicepresident de les Fires de Mostres d'Astúries, director gerent i vicepresident de Confecciones Gijón S. A, president del consell d'administració de Sincos S.A, de Vehils S.A. de Barcelona i d'Indústries Làcties Monteverde S.A. A les eleccions generals espanyoles de 1979 fou escollit senador per Astúries.